# Alafoti Fa'osiliva

a Compétitions nationales et continentales officielles uniquement.

b Matchs officiels uniquement.
Dernière mise à jour le 24 août 2021.
Alafoti Fa'osiliva, né le 28 octobre 1985 aux Samoa, est un joueur de rugby à XV et rugby à sept international samoan évoluant au poste de troisième ligne aile ou de troisième ligne centre. Il mesure 1,85 m pour 112 kg.

## Carrière

### En club
Après avoir été longtemps joueur amateur aux Samoa, il s'engage avec le RC Toulon (Top 14) en octobre 2011 en qualité de joker médical de Stéphane Munoz. Il quitte le club deux mois plus tard, remplacé par le deuxième ligne anglais Simon Shaw. 
Après être retourné dans son pays, il est recruté par le club anglais de Bristol (D2 Anglaise) pour la saison 2012-2013.
À la suite de performances encourageantes, il signe à Bath en Aviva Premiership. Il évolue pendant trois saisons dans ce club avant de se faire licencier pour mauvaise conduite extra-sportive.
Il rejoint ensuite un autre club de Premiership, les Worcester Warriors, pour une durée de deux saisons. En février 2018, il prolonge son engagement avec son club jusqu'en juin 2019. En juin 2019, après une saison marquée par une rupture des ligaments du genou, il est laissé libre par Worcester et quitte le club,.
Il signe ensuite un contrat d'une saison avec les Bedford Blues en Championship. Au terme de la saison, après neuf matchs disputés, il quitte le club.

### En équipe nationale

#### En rugby à XV
Il obtient sa première cape internationale avec les Samoa le 17 juin 2006 à l’occasion d’un match contre l'équipe du Japon à New Plymouth.
Après avoir été réserviste lors de la Coupe du monde 2011, il fait partie du groupe samoan sélectionné par Stephen Betham pour participer à la Coupe du monde 2015 en Angleterre. Remplaçant contre les États-Unis, il est titularisé lors du dernier match de son équipe contre l'Écosse.

#### En rugby à sept
Alafoti Fa'osiliva a été membre de l'équipe des Samoa à sept entre 2008 et 2013. 
Il s'est notamment illustré lors de l'édition 2009-2010 des World Rugby Sevens Series en inscrivant 29 essais, aidant ainsi son équipe à remporter le titre.
Il fut nommé en 2010 pour le titre du meilleur joueur de rugby à sept de l'année, au côté de ses compatriotes Lolo Lui et Mikaele Pesamino.

## Palmarès

### En club
- Finaliste du challenge européen en 2014.
- Finaliste du championnat d'Angleterre en 2015.

### En équipe nationale
- Participation à la Coupe du monde 2015 (2 matchs).

- Vainqueur des World Rugby Sevens Series édition 2010.